# Loddigésie admirable
Loddigesia mirabilis
Genre
Espèce
Statut de conservation UICN

 EN A3c;B1ab(v);C2a(ii) : En danger
Statut CITES

Carte de répartition de l'espèce

La Loddigésie admirable (Loddigesia mirabilis) est une espèce de colibris endémique du Pérou. C'est la seule espèce du genre Loddigesia.
Cette espèce habite les forêts tropicales et subtropicales humides de montagne, ainsi que les forêts tropicales et subtropicales de broussailles de haute altitude.
Cette espèce est menacée en raison de la plantation de cannes à sucre.

## Description
Ce colibri a un plumage tellement splendide[non neutre] qu'il est l'un des seuls oiseaux au monde à créer son propre écotourisme car il y a tant d'ornithologues qui désirent l'observer que des expéditions sont organisées rien que pour lui.
Il possède une calotte mauve vive, tirant parfois sur le bleu turquoise. Son dos est gris-noir, ses flancs tirent sur le vert. Son ventre est blanc, marqué d'une large tache noire ou brune qui s'étend du menton aux pattes. Son menton est également bordé de vert turquoise. Comme la plupart des colibris, il possède une longue queue très fine. Or, la queue des mâles est ornée de raquettes composées de quatre plumes ; c'est le seul colibri au monde dont la queue ne possède que quatre plumes.